# Шалимов, Сергей Николаевич
Сергей Николаевич Шалимов (28 апреля 1946, Москва — 18 декабря 2016, Германия) — советский хоккеист, нападающий. Мастер спорта СССР. Судья всесоюзной категории.

## Биография
Выпускник хоккейной школы «Динамо» Москва, тренер Виктор Тихонов. В сезонах 1965/66—1971/72 годы игрок московского «Локомотива». Двукратный обладатель Кубка Шпенглера (1967, 1969). Выступал за «Темп» Загорск (1972—1980).
В 1980—1992 годах работал судьёй на играх чемпионата СССР. Входил в десятку лучших судей страны.
Окончил аспирантуру МГУ имени М. В. Ломоносова (1979), кандидат экономических наук. Работал в НИИ железнодорожного транспорта. Финансовый директор Федерации хоккея России (1994—2014). Заслуженный работник физической культуры РФ.
Автор книги «Координаты жизни» (2011).
Скончался 19 декабря 2016 года в возрасте 70 лет.